# HD 194454
HD 194454，又名BD-03 4888，SAO 144412、HR 7809，是一颗恒星，视星等为6.11，位于銀經41.54，銀緯-22.19，其B1900.0坐标为赤經20h 20m 29.5s，赤緯-3° -22.19′ 29″。